# Norska Akademiens pris
Norska Akademiens pris (norska: Det Norske Akademis Pris til minne om Thorleif Dahl) utdelas årligen av Det Norske Akademi for Språk og Litteratur. Priset ges som en utmärkelse för framstående skönlitterärt eller facklitterärt författarskap på riksmål, eller översättning till norskt riksmål av skönlitteratur eller facklitteratur. Från och med 1991 är priset på 100 000 norska kronor. Prisvinnaren utropas i november. Priset utdelades för första gången 1983.

## Pristagare
- 1983 – Arnold Eidslott
- 1984 – Astrid Hjertenæs Andersen
- 1985 – Leif Østby
- 1986 – Torborg Nedreaas
- 1987 – Stein Mehren
- 1988 – Bergljot Hobæk Haff
- 1989 – Anne-Lisa Amadou
- 1990 – Jan Jakob Tønseth
- 1991 – Erik Bystad
- 1992 – Egil Kraggerud
- 1993 – Ingard Hauge
- 1994 – Erik Egeberg
- 1995 – Kjell Heggelund
- 1996 – Peter R. Holm
- 1997 – Tove Lie
- 1998 – Hans Aaraas
- 1999 – Tor Åge Bringsværd
- 2000 – Georg Johannesen
- 2001 – Sven Kærup Bjørneboe
- 2002 – Dag Østerberg
- 2003 – Arne Worren
- 2004 – Kjell Askildsen
- 2005 – Torgeir Schjerven
- 2006 – Sverre Dahl
- 2007 – Marianne Gullestad
- 2008 – Arild Stubhaug
- 2009 – Ingvar Ambjørnsen
- 2010 – Torstein Bugge Høverstad
- 2011 – Beate Vibe
- 2012 – Espen Stueland
- 2013 – Jan Kjærstad
- 2014 – Arne Ruste
- 2015 – Kaj Skagen
- 2016 – Merete Alfsen